# Hedwig von Ostermann

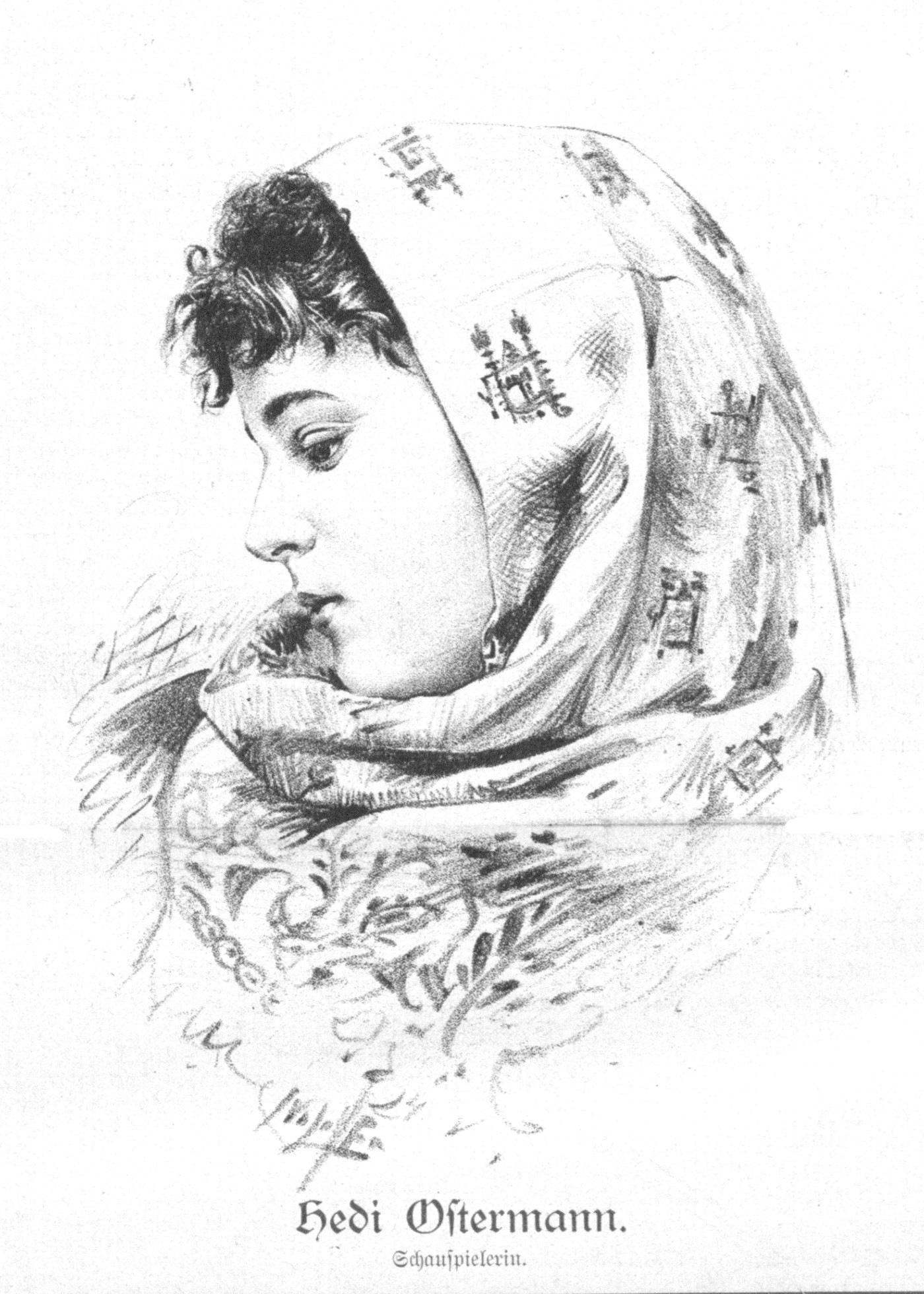
Hedi von Ostermann im Jahre 1894

Hedwig von Ostermann (* 21. August 1876 in Wien; † nach 1911) war eine österreichische Theaterschauspielerin.

## Leben
Sie begann ihre schauspielerische Laufbahn 1894 in Regensburg, kam dann nach Düsseldorf (1895), Köln (1896), Residenztheater in Hannover (1897), von wo sie nach einjährigem Wirken nach Hamburg verpflichtet wurde. Sie war daselbst zuerst Mitglied des Carl-Schulze-Theaters, sodann zwei Jahre am Stadttheater tätig und schiffte sich 1902 nach Amerika ein, um einen Engagementsantrag ans Irving-Place-Theater Folge zu leisten. Ostermann beteiligte sich auch in den Jahren 1899 und 1902 an dem Bockschen Gastspielensemble (Russland).
Bis 1911 ist sie nachweisbar in New York gewesen und hatte zu diesem Zeitpunkt eine ca. 8 Jahre alte Tochter.
Ihr weiterer Lebensweg ist unbekannt.